# Tuvixeddu

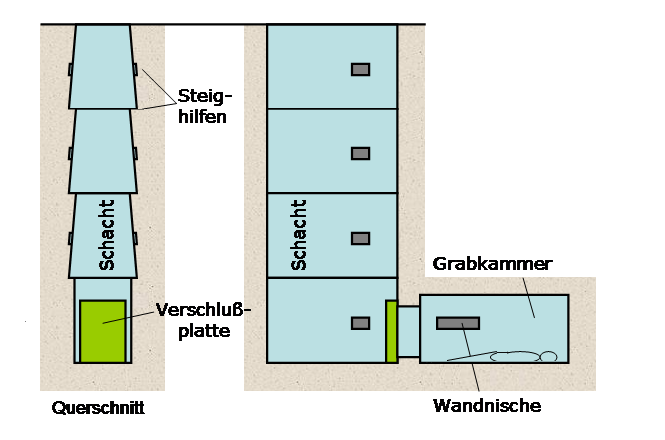
Punisches Grab (Querschnitt links und Längsschnitt rechts)

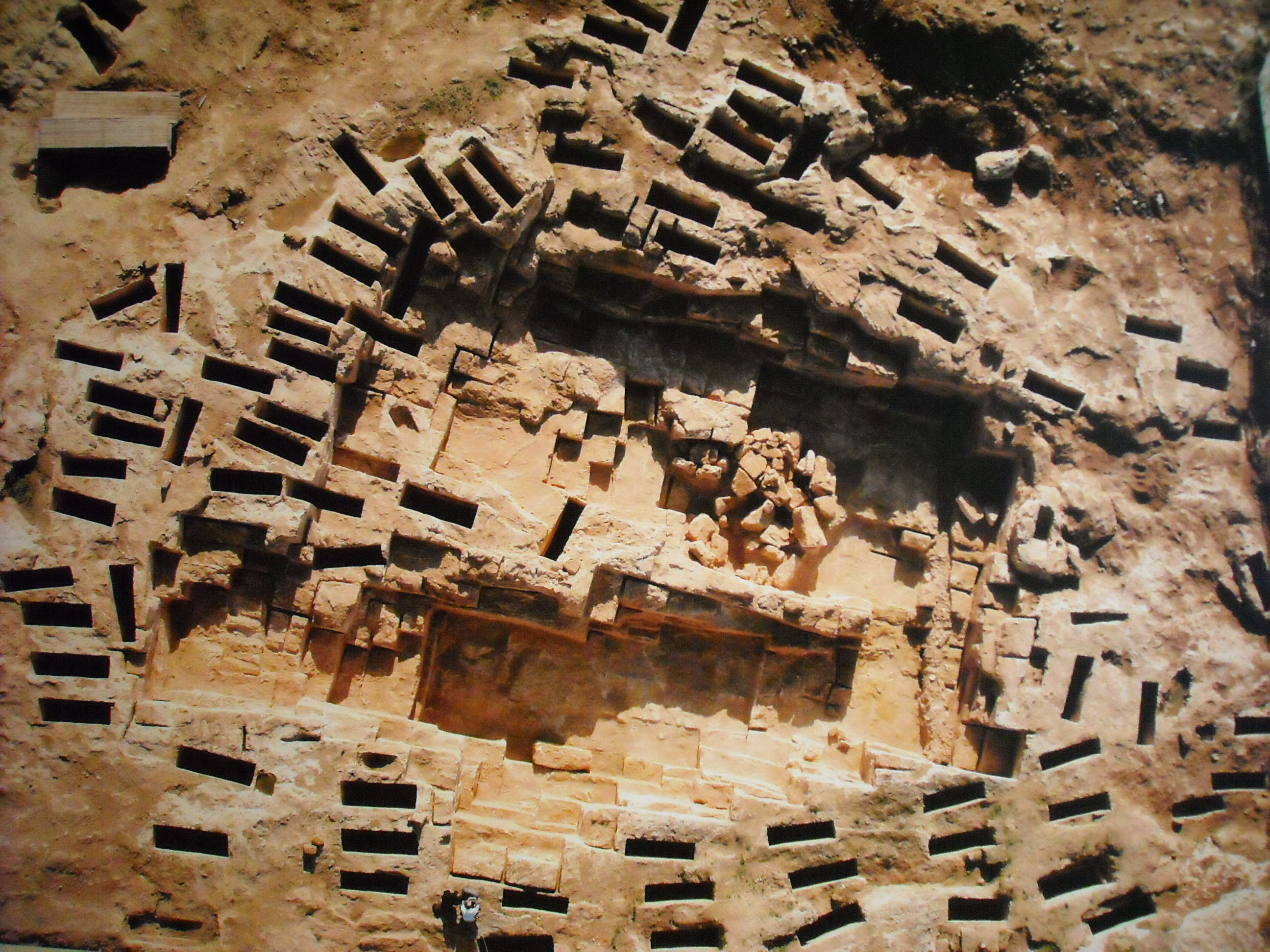
Luftbild von Tuvixeddu

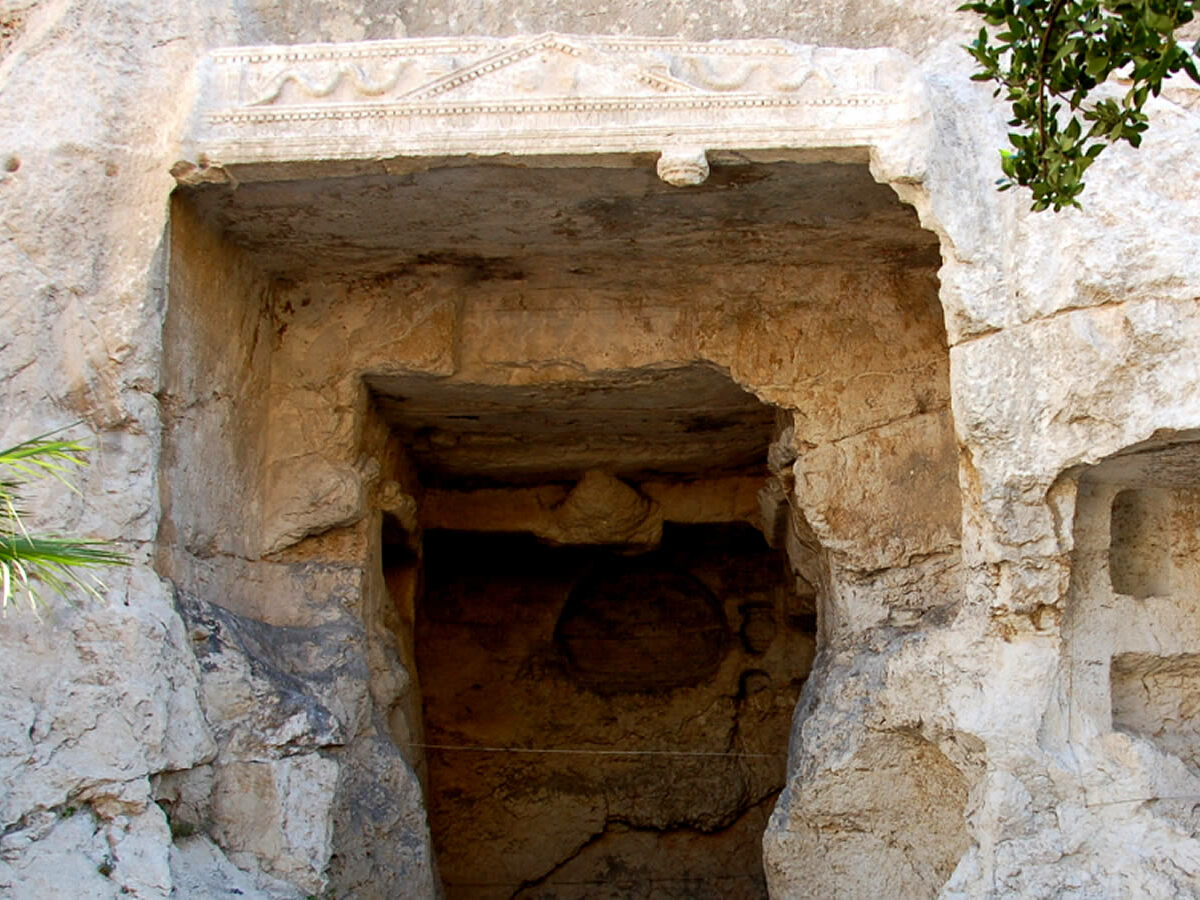
Grotta della Vipera

Die punische Nekropole Tuvixeddu (sardisch durchlöcherte Gegend) liegt auf einem Hügel im Nordteil von Cagliari auf Sardinien und besteht aus einigen Tausend Felsgräbern, die aus dem 6. bis 3. Jahrhundert v. Chr. stammen und zum größten Teil bereits in der Frühzeit beraubt wurden. In der punisch-römisch-frühchristlichen Phase kommen eine Nekropole am Hügel von Bonaria und eine römische Grablege, das Heroon der Atilia Pomptilla in der Grotta della Vipera (Grotte der Viper) hinzu.
Im 6. Jahrhundert wechselte die Besatzungsmacht der Insel und in der Folge ging man von der phönizischen Sitte der Verbrennung und Urnenbestattung in Tepathim wie sie in Sant’Antioco und Tharros zu beobachten ist, zur punischen Körperbestattung über. Bei dieser Bestattungsweise wurde der Tote in Gruben oder Steinkisten, idealerweise aber in einem Felsengrab beigesetzt. Er lag auf einem Totenbett, einer Bahre, gelegentlich auch in einem Pithos. In manche der oft für mehrfache Bestattungen vorgesehenen Felsgräber gelangte man über einen Dromos oder über einen mastabaartigen senkrechten Schacht von bis zu 12 m Tiefe. Am unteren Ende lag seitlich die mit einer Platte verschlossene Grabkammer. Nach der Grablegung wurde er verfüllt und durch einen Cippus markiert. Andere Gräber sind horizontal in den Fels gearbeitet. Die Gräber wurden mit Gebrauchsgegenständen profaner und sakraler Art (wie Straußeneier), Waffen, Schmuck, sowie Speisen und Getränken ausgestattet. 